# Meijin 1981
Il Meijin 1981 è stata la sesta edizione del torneo goistico giapponese Meijin.

## Qualificazioni
|  | Quarti di finale    | Quarti di finale    | Quarti di finale    |                     |                 | Semifinali      | Semifinali | Semifinali |  |  | Finale | Finale | Finale |  |
|  |                     |                     |                     |                     |                 |                 |            |            |  |  |        |        |        |  |
|  | Kaoru Iwamoto       | Kaoru Iwamoto       | 0                   |                     |                 |                 |            |            |  |  |        |        |        |  |
|  | Kaoru Iwamoto       | Kaoru Iwamoto       | 0                   |                     |                 |                 |            |            |  |  |        |        |        |  |
|  | Shoji Hashimoto     | Shoji Hashimoto     | 1                   |                     |                 |                 |            |            |  |  |        |        |        |  |
|  | Shoji Hashimoto     | Shoji Hashimoto     | 1                   |                     | Shoji Hashimoto | Shoji Hashimoto | 0          |            |  |  |        |        |        |  |
|  |                     |                     |                     |                     | Shoji Hashimoto | Shoji Hashimoto | 0          |            |  |  |        |        |        |  |
|  |                     |                     | Yasumasa Hane       | Yasumasa Hane       | 1               |                 |            |            |  |  |        |        |        |  |
|  | Masataka Saijo      | Masataka Saijo      | Yasumasa Hane       | Yasumasa Hane       | 1               | 0               |            |            |  |  |        |        |        |  |
|  | Masataka Saijo      | Masataka Saijo      |                     |                     |                 |                 |            |            |  |  |        |        |        |  |
|  | Yasumasa Hane       | Yasumasa Hane       | 1                   |                     |                 |                 |            |            |  |  |        |        |        |  |
|  | Yasumasa Hane       | Yasumasa Hane       | 1                   |                     | Yasumasa Hane   | Yasumasa Hane   | 0          |            |  |  |        |        |        |  |
|  |                     |                     |                     |                     |                 |                 |            |            |  |  |        |        |        |  |
|  |                     |                     | Toshihiro Shimamura | Toshihiro Shimamura | 1               |                 |            |            |  |  |        |        |        |  |
|  | Yoshimi Hashimoto   | Yoshimi Hashimoto   | Toshihiro Shimamura | Toshihiro Shimamura | 1               | 0               |            |            |  |  |        |        |        |  |
|  | Yoshimi Hashimoto   | Yoshimi Hashimoto   |                     |                     |                 |                 |            |            |  |  |        |        |        |  |
|  | Utaro Hashimoto     | Utaro Hashimoto     | 1                   |                     |                 |                 |            |            |  |  |        |        |        |  |
|  | Utaro Hashimoto     | Utaro Hashimoto     | 1                   |                     | Utaro Hashimoto | Utaro Hashimoto | 0          |            |  |  |        |        |        |  |
|  |                     |                     |                     |                     | Utaro Hashimoto | Utaro Hashimoto | 0          |            |  |  |        |        |        |  |
|  |                     |                     | Toshihiro Shimamura | Toshihiro Shimamura | 1               |                 |            |            |  |  |        |        |        |  |
|  | Toshio Sekiyama     | Toshio Sekiyama     | Toshihiro Shimamura | Toshihiro Shimamura | 1               | 0               |            |            |  |  |        |        |        |  |
|  | Toshio Sekiyama     | Toshio Sekiyama     |                     |                     |                 |                 |            |            |  |  |        |        |        |  |
|  | Toshihiro Shimamura | Toshihiro Shimamura | 1                   |                     |                 |                 |            |            |  |  |        |        |        |  |

|  | Quarti di finale  | Quarti di finale  | Quarti di finale  |                   |                | Semifinali     | Semifinali | Semifinali |  |  | Finale | Finale | Finale |  |
|  |                   |                   |                   |                   |                |                |            |            |  |  |        |        |        |  |
|  | Shoichi Takagi    | Shoichi Takagi    | 1                 |                   |                |                |            |            |  |  |        |        |        |  |
|  | Shoichi Takagi    | Shoichi Takagi    | 1                 |                   |                |                |            |            |  |  |        |        |        |  |
|  | Katsuji Kada      | Katsuji Kada      | 0                 |                   |                |                |            |            |  |  |        |        |        |  |
|  | Katsuji Kada      | Katsuji Kada      | 0                 |                   | Shoichi Takagi | Shoichi Takagi | 1          |            |  |  |        |        |        |  |
|  |                   |                   |                   |                   | Shoichi Takagi | Shoichi Takagi | 1          |            |  |  |        |        |        |  |
|  |                   |                   | Hideyuki Fujisawa | Hideyuki Fujisawa | 0              |                |            |            |  |  |        |        |        |  |
|  | Tetsuya Kiyonari  | Tetsuya Kiyonari  | Hideyuki Fujisawa | Hideyuki Fujisawa | 0              | 0              |            |            |  |  |        |        |        |  |
|  | Tetsuya Kiyonari  | Tetsuya Kiyonari  |                   |                   |                |                |            |            |  |  |        |        |        |  |
|  | Hideyuki Fujisawa | Hideyuki Fujisawa | 1                 |                   |                |                |            |            |  |  |        |        |        |  |
|  | Hideyuki Fujisawa | Hideyuki Fujisawa | 1                 |                   | Shoichi Takagi | Shoichi Takagi | 0          |            |  |  |        |        |        |  |
|  |                   |                   |                   |                   |                |                |            |            |  |  |        |        |        |  |
|  |                   |                   | Masaharu Sato     | Masaharu Sato     | 1              |                |            |            |  |  |        |        |        |  |
|  | Hiroshi Mizuno    | Hiroshi Mizuno    | Masaharu Sato     | Masaharu Sato     | 1              | 0              |            |            |  |  |        |        |        |  |
|  | Hiroshi Mizuno    | Hiroshi Mizuno    |                   |                   |                |                |            |            |  |  |        |        |        |  |
|  | Teiji Tanimiya    | Teiji Tanimiya    | 1                 |                   |                |                |            |            |  |  |        |        |        |  |
|  | Teiji Tanimiya    | Teiji Tanimiya    | 1                 |                   | Teiji Tanimiya | Teiji Tanimiya | 0          |            |  |  |        |        |        |  |
|  |                   |                   |                   |                   | Teiji Tanimiya | Teiji Tanimiya | 0          |            |  |  |        |        |        |  |
|  |                   |                   | Masaharu Sato     | Masaharu Sato     | 1              |                |            |            |  |  |        |        |        |  |
|  | Yoji Ito          | Yoji Ito          | Masaharu Sato     | Masaharu Sato     | 1              | 0              |            |            |  |  |        |        |        |  |
|  | Yoji Ito          | Yoji Ito          |                   |                   |                |                |            |            |  |  |        |        |        |  |
|  | Masaharu Sato     | Masaharu Sato     | 1                 |                   |                |                |            |            |  |  |        |        |        |  |

|  | Quarti di finale  | Quarti di finale  | Quarti di finale |                |                | Semifinali     | Semifinali | Semifinali |  |  | Finale | Finale | Finale |  |
|  |                   |                   |                  |                |                |                |            |            |  |  |        |        |        |  |
|  | Hiroshi Yamashiro | Hiroshi Yamashiro | 0                |                |                |                |            |            |  |  |        |        |        |  |
|  | Hiroshi Yamashiro | Hiroshi Yamashiro | 0                |                |                |                |            |            |  |  |        |        |        |  |
|  | Toshiro Yamabe    | Toshiro Yamabe    | 1                |                |                |                |            |            |  |  |        |        |        |  |
|  | Toshiro Yamabe    | Toshiro Yamabe    | 1                |                | Toshiro Yamabe | Toshiro Yamabe | 1          |            |  |  |        |        |        |  |
|  |                   |                   |                  |                | Toshiro Yamabe | Toshiro Yamabe | 1          |            |  |  |        |        |        |  |
|  |                   |                   | Tatsuaki Iwata   | Tatsuaki Iwata | 0              |                |            |            |  |  |        |        |        |  |
|  | Kaname Inoue      | Kaname Inoue      | Tatsuaki Iwata   | Tatsuaki Iwata | 0              | 0              |            |            |  |  |        |        |        |  |
|  | Kaname Inoue      | Kaname Inoue      |                  |                |                |                |            |            |  |  |        |        |        |  |
|  | Tatsuaki Iwata    | Tatsuaki Iwata    | 1                |                |                |                |            |            |  |  |        |        |        |  |
|  | Tatsuaki Iwata    | Tatsuaki Iwata    | 1                |                | Toshiro Yamabe | Toshiro Yamabe | 1          |            |  |  |        |        |        |  |
|  |                   |                   |                  |                |                |                |            |            |  |  |        |        |        |  |
|  |                   |                   | Hideaki Asano    | Hideaki Asano  | 0              |                |            |            |  |  |        |        |        |  |
|  | Yujiro Hashimoto  | Yujiro Hashimoto  | Hideaki Asano    | Hideaki Asano  | 0              | 0              |            |            |  |  |        |        |        |  |
|  | Yujiro Hashimoto  | Yujiro Hashimoto  |                  |                |                |                |            |            |  |  |        |        |        |  |
|  | Hideaki Asano     | Hideaki Asano     | 1                |                |                |                |            |            |  |  |        |        |        |  |
|  | Hideaki Asano     | Hideaki Asano     | 1                |                | Hideaki Asano  | Hideaki Asano  | 1          |            |  |  |        |        |        |  |
|  |                   |                   |                  |                | Hideaki Asano  | Hideaki Asano  | 1          |            |  |  |        |        |        |  |
|  |                   |                   | Yusuke Oeda      | Yusuke Oeda    | 0              |                |            |            |  |  |        |        |        |  |
|  | Kunio Oyama       | Kunio Oyama       | Yusuke Oeda      | Yusuke Oeda    | 0              | 0              |            |            |  |  |        |        |        |  |
|  | Kunio Oyama       | Kunio Oyama       |                  |                |                |                |            |            |  |  |        |        |        |  |
|  | Yusuke Oeda       | Yusuke Oeda       | 1                |                |                |                |            |            |  |  |        |        |        |  |

## Torneo
- W indica vittoria col bianco
- B indica vittoria col nero
- X indica la sconfitta
- +R indica che la partita si è conclusa per abbandono
- +N indica lo scarto dei punti a fine partita
- +F indica la vittoria per forfeit
- +? indica una vittoria con scarto sconosciuto
- V indica una vittoria in cui non si conosce scarto e colore del giocatore

| Giocatore           | H.O.  | M.K   | M.T.  | R.K.  | K.K.  | E.S.  | T.S.  | T.Y. | M.S. | Risultato | Note                    |
| ------------------- | ----- | ----- | ----- | ----- | ----- | ----- | ----- | ---- | ---- | --------- | ----------------------- |
| Hideo Otake         | –     | B+7,5 | W+R   | B+4,5 | W+6,5 | X     | W+2,5 | B+R  | W+R  | 7-1       |                         |
| Masao Katō          | X     | –     | B+5,5 | W+7,5 | B+R   | W+3,5 | B+R   | W+R  | B+R  | 7-1       | Qualificato alla finale |
| Masaki Takemiya     | X     | X     | –     | X     | W+0,5 | B+2,5 | W+R   | B+R  | X    | 4-4       |                         |
| Rin Kaiho           | X     | X     | W+R   | –     | B+5,5 | W+R   | B+R   | W+R  | B+R  | 6-2       |                         |
| Kōichi Kobayashi    | X     | X     | X     | X     | –     | B+7,5 | W+6,5 | B+R  | W+R  | 4-4       |                         |
| Eio Sakata          | W+3,5 | X     | X     | X     | X     | –     | B+R   | X    | B+R  | 3-5       |                         |
| Toshihiro Shimamura | X     | X     | X     | X     | X     | X     | –     | B+R  | X    | 1-7       | Retrocesso              |
| Toshiro Yamabe      | X     | X     | X     | X     | X     | B+R   | X     | –    | X    | 1-7       | Retrocesso              |
| Masaharu Sato       | X     | X     | B+R   | X     | X     | X     | B+R   | W+R  | –    | 3-5       | Retrocesso              |

Hideo Otake e Masao Kato hanno totalizzato entrambi 7 vittorie. In questa edizione in caso di parità di punti era stato previsto un playoff che fu vinto da Masao Kato (B+R).

## Finale
La finale è stata una sfida al meglio delle sette partite. 